# Tortula spathulata
Tortula spathulata là một loài Rêu trong họ Pottiaceae. Loài này được (Harv.) Mitt. miêu tả khoa học đầu tiên năm 1891.